# Bert Spilles
Bert Spilles (* 7. September 1958 in Meckenheim) ist ein deutscher Kommunalbeamter (CDU). Er war von 2008 bis 2020 hauptamtlicher Bürgermeister der Stadt Meckenheim im Rhein-Sieg-Kreis in Nordrhein-Westfalen.

## Leben
Bert Spilles wurde nach dem Abitur in der Stadtverwaltung seiner Heimatstadt ausgebildet. Er schloss die Ausbildung als Diplom-Verwaltungswirt ab. 1986 wechselte er in das Bundeswirtschaftsministerium. Danach war er bei zwei mehrjährigen beruflich bedingten Auslandsaufenthalten bei der EU-Vertretung in Brüssel und der Deutsch-Australischen Industrie- und Handelskammer in Sydney tätig. 2003 kehrte Bert Spilles nach Meckenheim zurück.
Spilles ist verheiratet und hat drei Kinder. Er wohnt in Meckenheim.

## Politik
Er ist CDU-Mitglied und war von 1986 bis 2008 als Ratsmitglied im Stadtrat von Meckenheim und dort in verschiedenen Funktionen tätig.
Nachdem im November 2007 die amtierende CDU-Bürgermeisterin Yvonne Kempen durch ein vom Stadtrat initiiertes Bürgerbegehren abgewählt worden war, wurde Spilles am 2. März 2008 mit 47,6 % der Stimmen zum hauptamtlichen Bürgermeister von Meckenheim gewählt. In der vorgezogenen Wahl am 26. Januar 2014 wurde er mit 69,48 % im ersten Wahlgang wiedergewählt. Zur Kommunalwahl am 13. September 2020 trat er nicht wieder an, als sein Nachfolger wurde Holger Jung (CDU) gewählt.